# Arcs de Drusus et Germanicus
Les arcs de Drusus et Germanicus (en latin : Arcus Drusi et Germanici) sont deux arcs de triomphe élevés au début du Ier siècle en l'honneur de Julius Caesar Drusus et de Germanicus.
Pour un article plus général, voir Forum d'Auguste.

## Localisation
Les deux arcs sont construits de part et d'autre du temple de Mars Ultor dans le forum d'Auguste, précédant les escaliers menant vers les passages voûtés qui s'ouvrent sur le quartier de Subure (voir le plan). Des fragments de l'inscription de l'arc dédié à Drusus sont toujours visibles sur place.

## Histoire
Tibère fait ériger ces deux arcs en 19 ap. J.-C. Il en dédie un à son fils Julius Caesar Drusus et l'autre à son neveu et fils adoptif Germanicus pour leurs campagnes en Pannonie et en Germanie. Cet honneur traduit la renommée croissante acquise par ces deux membres de la famille impériale qui bénéficient du soutien inconditionnel de leurs troupes et d'une grande popularité au sein de la population.

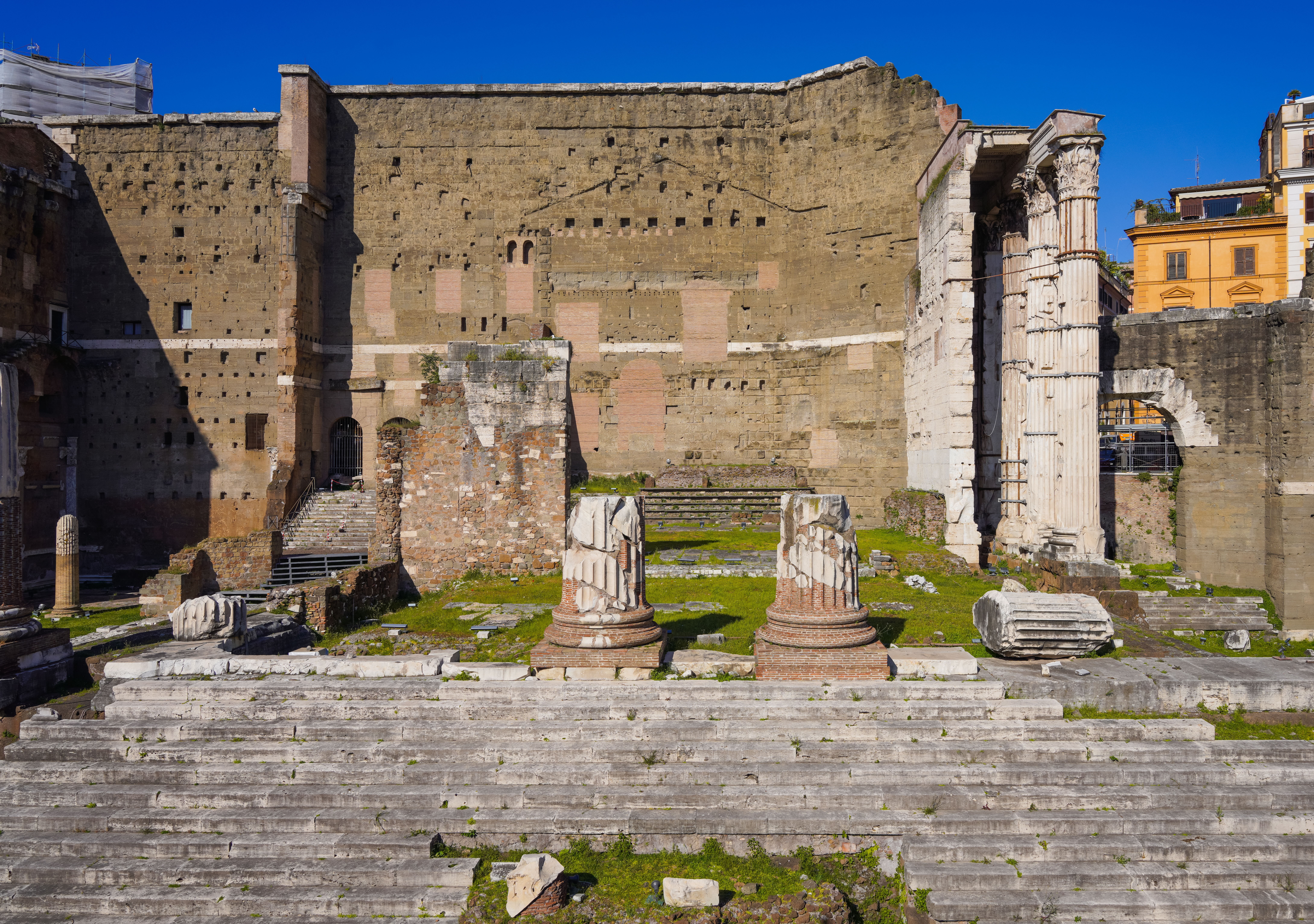
Au milieu de la photo, on aperçoit l'escalier devant lequel se dressait l'un des deux arcs, l'autre se trouvait de l'autre côté du temple.

« Comme on apprit dans le même temps qu'Artaxias venait d'être mis par Germanicus sur le trône d'Arménie, un sénatus-consulte décerna l'ovation à Germanicus et à Drusus ; et, des deux côtés du temple de Mars vengeur, furent élevés des arcs de triomphe où l'on plaça leurs statues. »

— Tacite (traduction de J. L. Burnouf, 1859), Annales, livre II, XLIV, 1.